# Lochlyn Munro
Lochlyn Munro (* 12. Februar 1966 in Lac La Hache, British Columbia als Richard Laughlain Munro) ist ein kanadischer Schauspieler.

## Leben
Ursprünglich strebte Lochlyn Munro eine Sportkarriere an. Er spielte Eishockey und gewann die Goldmedaille für Wasserski bei den B.C. Summer Games. Nachdem eine schwere Verletzung seinen Traum von einer Profisportkarriere beendet hatte, trat er zunächst als Musiker in Clubs auf und begann ein Schauspielstudium.
Sein Schauspieldebüt gab er 1990 in der kanadischen Komödie Sylvan Lake Summer. Es folgten mehr als 220 Film- und Serienauftritte in kanadischen und US-amerikanischen Produktionen. In Deutschland wurde er vor allem durch seine Rolle in der Filmparodie Scary Movie (2000) und seinen wiederkehrenden Part als Jack Sheridan in der Serie Charmed – Zauberhafte Hexen (1999–2000) bekannt.
Lochlyn Munro ist seit 1997 verheiratet und hat ein Kind.

## Filmografie (Auswahl)

### Filme
- 1992: Erbarmungslos (Unforgiven)
- 1993: Wie ein Vogel im Wind (Digger)
- 1994: Wagons East!
- 1994: Gerechtigkeit für meinen Sohn (Moment of Truth: Broken Pledges)
- 1995: Ski Hard
- 1996: Entführung nach Schulschluss (Abduction of Innocence)
- 1996: Amoklauf aus Eifersucht (Mother, May I Sleep with Danger?)
- 1996: Terror an der Schule (Stand Against Fear)
- 1996: Them – Die den Tod bringen (Them)
- 1996: Todesdiät – Der Preis der Schönheit (When Friendship Kills)
- 1997: High Voltage – Tödliche Bande (High Voltage)
- 1998: A Night at the Roxbury
- 1998: Dead Man on Campus
- 1998: Die unschuldige Mörderin (I Know What You Did)
- 1998: Tod in einer Sommernacht (One Hot Summer Night)
- 1998: Silencing Mary
- 2000: Scary Movie
- 2000: Dumm gelaufen – Kidnapping für Anfänger (Screwed)
- 2000: Road Trip in die Hölle (Blacktop)
- 2000: Traumpaare – Über Nacht zum Star (Duets)
- 2000: Wes Craven präsentiert Dracula
- 2001: Camouflage
- 2001: Elche, Eis und Erbschaftsärger (Kevin of the North)
- 2001: Stirb später, Liebling (Kill Me Later)
- 2001: Knight Club
- 2002: Pressure – Jagd ohne Gnade (Pressure)
- 2002: Global Heresy
- 2003: Freddy vs. Jason
- 2003: Lucky 7
- 2003: Gelegenheit macht Liebe (A Guy Thing)
- 2004: White Chicks
- 2004: The Keeper
- 2006: Final Move
- 2006: Little Man
- 2006: The Tooth Fairy
- 2006: Die Bankdrücker (The Benchwarmers)
- 2006: Blendende Weihnachten (Deck the Halls)
- 2007: Der Kindergarten Daddy 2: Das Feriencamp (Daddy Day Camp)
- 2008: The Art of War II: Der Verrat
- 2008: Riddles of the Sphinx
- 2009: Space Buddies – Mission im Weltraum (Space Buddies)
- 2009: Penance – Sie zahlen für ihre Sünden (Penance)
- 2010: Weihnachtspost
- 2011: Schwerter des Königs – Zwei Welten (In the Name of the King 2: Two Worlds)
- 2011: Recoil
- 2012: Dawn Rider
- 2012: The Company You Keep – Die Akte Grant (The Company You Keep)
- 2012: Treasure Buddies – Schatzschnüffler in Ägypten (Treasure Buddies)
- 2013: The Package – Killer Games (The Package)
- 2013: Scary Movie 5
- 2013: Assault on Wall Street
- 2014: Rampage: Capital Punishment (Rampage 2)
- 2015: Asteroid – Zerstörung aus dem All (Meteor Assault, Fernsehfilm)
- 2015: Badge of Honor
- 2015: Blackway – Auf dem Pfad der Rache (Blackway)
- 2017: Max – Agent auf vier Pfoten (Max 2: White House Hero)
- 2017: Hinter der Fassade (Final Vision, Fernsehfilm)
- 2018: Predator – Upgrade (The Predator)
- 2019: Spiral – Das Ritual
- 2020: Sniper: Assassin’s End
- 2020: Slayed – Wer stirbt als nächstes? (Initiation)
- 2021: Cosmic Sin
- 2021: Love Hard
- 2021: Apex
- 2022: When Time Got Louder
- 2022: Detective Knight: Rogue
- 2022: Detective Knight: Redemption
- 2023: Totally Killer – Gefährliches Spiel mit der Zeit (Totally Killer)

### Serien
- 1989–1990: 21 Jump Street – Tatort Klassenzimmer (21 Jump Street)
- 1994: Highlander
- 1994: Blossom
- 1995–2002: Outer Limits – Die unbekannte Dimension (The Outer Limits, 2 Episoden)
- 1996: Sliders – Das Tor in eine fremde Dimension (Sliders)
- 1996: Viper
- 1996: Gejagt – Das zweite Gesicht (Two, 4 Episoden)
- 1998: Poltergeist – Die unheimliche Macht (Poltergeist: The Legacy)
- 1999: JAG – Im Auftrag der Ehre (JAG)
- 1999–2000: Charmed – Zauberhafte Hexen (Charmed, 7 Episoden)
- 2003: Jake 2.0
- 2003: Dead Zone (Episode 2x11)
- 2003: CSI: Vegas (CSI: Crime Scene Investigation)
- 2004: Monk (Episode 3x05)
- 2005: Navy CIS (NCIS, Episode 2x18)
- 2005: Without a Trace – Spurlos verschwunden (Without a Trace)
- 2005: CSI: Miami
- 2005: Las Vegas
- 2005: Andromeda
- 2005: CSI: NY
- 2005: Weeds – Kleine Deals unter Nachbarn (Weeds)
- 2006: Smallville
- 2010: The Mentalist (Episode 3x01)
- 2011: Castle (2 Episoden)
- 2012: True Justice
- 2012: Psych (Episode 6x12)
- 2012: Hawaii Five-0 (Episode 3x09)
- 2013: Longmire
- 2014: Motive (Episode 2x12)
- 2014: Scorpion (Episode 1x08)
- 2015: Beauty and the Beast (Episode 3x06)
- 2015: Rizzoli & Isles (Episode 6x02)
- 2015: Bones – Die Knochenjägerin (Bones, Episode 11x08)
- 2016: Chicago Med
- 2016: Lucifer (Fernsehserie, 3 Episoden)
- 2016: Janette Oke: Die Coal Valley Saga (When Calls the Heart, 2 Episoden)
- 2016: Supernatural (Episode 12x02)
- 2017: Major Crimes (Episoden 5x20–5x21)
- 2017: Haters Back Off (Episode 2x08)
- 2017–2019, 2021–2023: Riverdale (41 Episoden)
- 2018: The Detectives (Episode 1x03)
- 2018: The 5th Quarter (Episode 3x05)
- 2018: Beyond (4 Episoden)
- 2018: Take Two (Episode 1x13)
- 2018: A Million Little Things (Episode 1x03)
- 2021: The Good Doctor (Episoden 4X2)
- 2022: Peacemaker
- 2023: Reacher (1 Episode)
- 2024: Fire Country (1 Episode)